# رابی ترل‌فال
رابی ترل‌فال (انگلیسی: Robbie Threlfall؛ زادهٔ ۲۸ نوامبر ۱۹۸۸) بازیکن فوتبال انگلیسی می‌باشد که در پست دفاع چپ بازی می‌کند.
از باشگاه‌هایی که در آن بازی کرده‌است می‌توان به باشگاه فوتبال مورکم، باشگاه فوتبال برادفورد سیتی، باشگاه فوتبال لیورپول، باشگاه فوتبال نورث‌همپتون تاون، باشگاه فوتبال استوک‌پورت کانتی، و باشگاه فوتبال برادفورد سیتی اشاره کرد.
وی همچنین در تیم ملی فوتبال زیر ۱۹ سال انگلستان بازی کرده‌است.